# Bajewka 2
Bajewka 2, Bajewka II (ros. Баевка 2, Баевка II) – przystanek kolejowy w miejscowości Morgunowo i w pobliżu miejscowości Bajewka, w rejonie gurjewskim, w obwodzie królewieckim, w Rosji. Położony jest na linii Królewiec – Sowieck.